# Боговой, Василий Григорьевич
Василий Григорьевич Боговой (28.02.1893—26.10.1937) — комбриг Рабоче-крестьянской Красной армии (17.01.1936), кавалер ордена Красного Знамени до учреждения ордена Ленина.

## Биография
Василий Боговой родился в крестьянской семье 28 февраля 1893 года (по другим данным — 1898 года) в деревне Парчинская Шенкурского уезда Архангельской губернии (ныне — Шенкурского района Архангельской области). Окончив сельскую школу и один класс Шенкурского двухклассного училища, начал трудовую деятельность: в тринадцать лет был рассыльным в почтово-телеграфной конторе, в шестнадцать лет — ремонтным рабочим телеграфных линий в Шенкурске; в Архангельске осенью 1910 года работал ломовым извозчиком, дворником, в 1911—1914 годах — грузчиком в порту. В октябре 1914 года Боговой был призван в царскую армию, служил в Кронштадтской сапёрной бригаде. В 1916 году окончил учебную команду. Дослужился до звания унтер-офицера. В 1917 году вступил в партию социалистов-революционеров (эсеров), позднее перешёл в партию левых эсеров. С 1918 года Боговой находился на советской работе в Кронштадте, затем в Шенкурске.
В марте 1918 года добровольно поступил на службу в Рабоче-крестьянскую Красную армию. Воевал на Северном и Западном фронтах в составе 18-й и 56-й стрелковых дивизий. Служил на различных командных должностях: в марте — августе 1918 года — председатель военного отдела Шенкурского уездного исполкома; в августе — ноябре 1918 года — командир Шенкурского советского отряда; в ноябре 1918 — марте 1919 года — командир роты и батальона Вельско-Шенкурской колонны.  С марта 1919 года командовал 156-м стрелковым полком 18-й стрелковой дивизии, затем —160-м, 499-м и 503-м стрелковыми полками. Активно участвовал в боях на фронтах Гражданской войны. За боевые заслуги был награждён орденом Красного Знамени РСФСР (Приказ Революционного военного совета Республики № 355 в 1919 году).
В октябре 1920 года направлен в распоряжение Беломорского военного округа и назначен командиром 1-го стрелкового полка 2-й отдельной бригады Архангельского укреплённого района.
В 1921 году вступил в партию большевиков. В апреле 1921— мае 1922 года был военным комендантом Архангельска, в 1922—1924 годах — командиром 52-й стрелковой бригады 58-й стрелковой дивизии. В 1926 году окончил Военную академию РККА (ныне — Военная академия имени М. В. Фрунзе), после чего продолжил службу в Москве: помощник по учебно-строевой части начальника Московской пехотной школы имени М. Ю. Ашенбреннера (июль — сентябрь 1926); помощник начальника Научно-установочного отдела штаба РККА (сектор пехотных и стрелковых уставов).
Помощник военного атташе (январь 1928 — январь 1931) и военный атташе (январь — июль 1931) в Польше, занимался разведывательной деятельностью. В 1931 году после ареста завербованных им майора польского Генерального штаба Пётра Демковского и инженера-изобретателя Антония Станишевского, уехал в Советский Союз. Демковский же через несколько дней был казнён. Служил в Разведывательном управлении РККА. В 1934 году окончил оперативный факультет Военной академии РККА. Проживал в Москве.

### Арест и расстрел
29 мая 1937 года Боговой был арестован органами НКВД СССР по обвинению в шпионаже и контрреволюционной деятельности. 26 октября 1937 года Военная коллегия Верховного Суда СССР признала его виновным в инкриминируемых преступлениях и приговорила к высшей мере наказания — смертной казни. Приговор был приведён в исполнение в тот же день. Прах Богового был захоронен на Донском кладбище.
Решением Военной коллегии Верховного Суда СССР от 16 июня 1956 года Василий Боговой был посмертно реабилитирован.
Жена — Серафима Фёдоровна Боговая-Циварева (1900 г.р.) в мае 1938 года была осуждена как член семьи изменника Родины к восьми годам лагерей.

## Память
- В 1976 году одна из улиц Архангельска названа в честь В. Г. Богового[6].